# Ароде
Ароде (фр. Arrodets) насеље је и општина у јужној Француској у региону Миди Пирене, у департману Горњи Пиринеји која припада префектури Аржеле Газо.
По подацима из 2011. године у општини је живело 26 становника, а густина насељености је износила 28,89 становника/km². Општина се простире на површини од 0,9 km². Налази се на средњој надморској висини од 500 метара (максималној 702 m, а минималној 421 m).

## Демографија
| 1962. | 1968. | 1975. | 1982. | 1990. | 1999. | 2011. |
| ----- | ----- | ----- | ----- | ----- | ----- | ----- |
| 38    | 46    | 40    | 36    | 29    | 19    | 26    |

График промене броја становника у току последњих година